# Robbie Robertson (cómic)
Joseph "Robbie" Robertson es un personaje secundario en Marvel Comics de la serie de Spider-Man. Creado por Stan Lee y John Romita Sr., que apareció por primera vez en The Amazing Spider-Man # 51 (agosto de 1967).
Robertson fue uno de los primeros afroamericanos personajes del cómic para desempeñar un papel secundario serio, en lugar de actuar como alivio cómico. Ha sido por lo general, un editor de alto rango del periódico de Nueva York, "The Daily Bugle" y un amigo cercano y confidente del editor, J. Jonah Jameson, actuando como una voz de la razón en la campaña de Jameson para desacreditar a Spider-Man. Él es más amigable y de apoyo con Peter Parker y su identidad como Spider-Man, así como los demás empleados del Bugle que el impetuoso Jameson. En la década de 1980, su historia de fondo se exploró con la revelación del conflicto con un supervillano llamado Tombstone, con quien asistió a la escuela secundaria. Las historias de Tombstone fueron bien recibidos por los lectores y ha contribuido a un mayor interés en Robertson.
El personaje ha aparecido en varias adaptaciones de medios fuera de los cómics a lo largo de los años, incluidas películas, series animadas y videojuegos. El actor Bill Nunn interpretó a Robbie Robertson en la Trilogía de Spider-Man de Sam Raimi. 

## Historial de publicaciones
La carrera de Gerry Conway en The Spectacular Spider-Man y Web of Spider-Man amplió la historia de Robertson con una oscura historia que involucra al asesino a sueldo Tombstone que continúa persiguiendo a Robertson en el presente. Las historias atrajeron un nivel excepcionalmente intenso de interés del lector. El editor Jim Salicrup recordó que "algunos de los muchachos más hastiados y vistos antes, a saber, los muchachos del departamento de producción de Marvel, se engancharon con la telenovela Tombstone / Joe Robertson. De hecho, entraron en mi oficina preocupados por Le iba a pasar a Robbie lo siguiente. "No irá a la cárcel, ¿o sí? ellos preguntarían ".

## Historia
Joseph Robertson nació en Harlem. Está casado con Martha y han tenido dos hijos. Su primer hijo, Patrick Henry Robertson, murió cuando él tenía sólo seis meses de edad. Su segundo hijo, Randy, se divorció. Creció en una familia de clase trabajadora y ser un miembro de una minoría racial, Robertson parecía simpatizar con los oprimidos, incluyendo a los mutantes de Marvel Comics, y predicó la tolerancia. Se vio obligado a practicar lo que predicaba cuando su hijo llegó a casa de la universidad con su blanca judía esposa, Amanda.
Robertson es el editor en jefe del Daily Bugle, el periódico en el que trabaja Peter Parker y vende sus fotografías de Spider-Man. A diferencia del editor volátil del Bugle, J. Jonah Jameson, Robbie hace todo lo posible para seguir siendo el objetivo hacia Spider-Man. Robbie es también el único empleado del Bugle que no teme a la ira de su jefe y está listo para enfrentarse a él en cuestiones de redacción. Robbie sirve como editor cuando Jameson da pasos temporalmente. Robbie era un amigo cercano del capitán George Stacy, y se ha dado a entender, aunque no se indica pura y simple, que Robbie ha deducido la identidad secreta de Spider-Man, como lo hizo Stacy. El hijo de Robbie, Randy es también un amigo cercano de Peter Parker, y comparten los dos brevemente un apartamento, cuando Mary Jane Watson es dada por muerta y Peter había sido desalojado. 
Robbie creció en Harlem, y en su adolescencia fue un compañero de clase de Lonnie Thompson Lincoln, más tarde como el famoso brutal sicario Tombstone. Robbie una vez escribió un artículo para el periódico de la escuela secundaria acerca de la intimidación y la extorsión de Lincoln, pero se disparó después de ser amenazado por Lincoln. Años después, mientras trabajaba como reportero en Filadelfia, Robbie fue testigo del asesinato de Lincoln uno de los contactos de Robbie. Una vez más, Lincoln amenazando a Robertson, y el periodista huyó a la ciudad de Nueva York y comenzó a trabajar para el Bugle. Él no le dijo a nadie de un asesinato, fue testigo. 
Veinte años más tarde, cuando Tombstone trabaja con Kingpin, Robbie, decidido a no dejarse intimidar de nuevo, comienza la recolección de pruebas de los crímenes del pasado que tendrían a Tombstone encarcelado de por vida. Tombstone caza a Robbie por abajo y le rompe la espalda con sus manos desnudas. Robbie está guardada durante meses como resultado de esto, pero hace una recuperación completa, ya que su columna vertebral no se rompió. 
Tombstone está detenido y juzgado, gracias en parte a Spider-Man. Rompe 20 años de silencio, Robbie testifica contra su antiguo compañero de colegio en los tribunales. El juez, sin embargo, es en la nómina de Kingpin y las circunstancias conducen a Robertson de tener que ponerse de acuerdo para servir a 3 años a sí mismo por ocultar pruebas del asesinato de Filadelfia. Robbie y Tombstone terminan en el mismo bloque de celdas, donde el sicario hace que la vida de Robbie, miserable. Así ha roto el espíritu de Robbie que a medias va de la mano con una fuga de la cárcel. Sin embargo, cuando Tombstone ataca a Spider-Man de interferir, Robbie recupera su nervio y lo salva. Robbie y Tombstone caen del helicóptero de escape y tierra en un río cerca de la granja Amish.
Las cosas llegaron a un punto crítico cuando Robbie se trasladó a la defensa de la familia del agricultor de Tombstone, apuñalarlo con una horca. Aturdido por esto, Tombstone retrocede. Mientras Tombstone no ha abandonado sus formas de asesinar, que ha denominado oficialmente su venganza sobre Robbie. Robbie recibe un perdón por sus esfuerzos para proteger a la familia Amish, y reanuda el trabajo en el Daily Bugle.
Después de que Peter de "salir del armario", revela que Robbie sabía que Peter era Spider-Man y se levanta a J. Jonah Jameson después de todos estos años acerca de su tratamiento a Peter / Spider-Man. Pueden o no quieren admitir que había ido demasiado lejos en su odio a Spider-Man, Jameson despide a Robertson. Sin embargo, lo vuelve a contratar poco después.
Durante el "Brand New Day", donde todo el conocimiento del matrimonio de Peter Parker con Mary Jane ha sido borrado por Mephisto y la identidad secreta de Spider-Man de alguna manera ha sido retirado de las mentes de todos en el mundo, Jameson sufre un ataque al corazón provocado discutiendo con Peter Parker, y el Bugle es comprado por Dexter Bennett, quien lo convierte en un trapo escandaloso y desordenado. Robbie, aunque desaprobando, decide quedarse, esperando que Bennet mejore. Pronto se da cuenta de que no va a pasar, sobre todo después de enterarse de la D.B fue indirectamente responsable de la muerte de varias personas que se muestran en su papel de uno de sus escándalos y renuncia. Robertson se convierte en el editor de diario de Ben Urich, Front Line.
En algún momento después de la destrucción del D.B., Jameson, como el Alcalde de la ciudad de Nueva York, ha cobrado en las acciones del D.B. que adquirió Bennett y dio el dinero a Robbie Robertson. Jameson preguntó a Robertson para rehacer al Front Line (que en sí era en tiempos difíciles) en el nuevo Daily Bugle.
Después de que Phil Urich se expone como el nuevo Hobgoblin, para proteger la reputación del Daily Bugle, Robbie calma a Ben Urich hasta esta situación y despide a la exnovia de Phil, Norah Winters. Durante la tarde, el Duende copla Nueva York, Ben intenta organizar una reunión para hablar con Phil de abajo y convencerlo de aceptar una cura para la fórmula Duende, pero cuando Robbie se descubre en la zona, Phil cree que Ben estaba tratando de poner una trampa y entrega un daño grave a Robbie antes de que aparezca Spider-Man.

## Otras versiones

### Era de Apocalipsis
En la realidad de Era de Apocalipsis, Robbie Robertson es editor del Daily Bugle, que en esta línea de tiempo es un periódico clandestino dedicado a informar a los humanos sobre los secretos de Apocalipsis. Es asesinado por la cría -infestada de Christopher Summers (el padre de la de Scott, Alex y Gabriel Summers).

### Marvel Noir
En Spider-Man Noir: Ojos sin Rostro, Robbie está investigando las desapariciones de afroamericanos de Harlem, lo que lo lleva a acompañar a Peter Parker para encontrarse con Otto Octavius en Ellis Island. Robbie es capturado, y luego lobotomizado, ya que el Doctor Octopus está operando con los afroamericanos antes mencionados con el fin de tratar de obtener el esclavo perfecto. Peter eventualmente libera a los prisioneros, pero siente remordimiento por no haber llegado a Robbie antes. Más tarde, la familia de Robbie, y Glory Grant, están indignados de que Octavius no haya sido enjuiciado, ya que estaba haciendo investigaciones gubernamentales.

### MC2
En el universo MC2, Robbie Robertson fue asesinado por el Doctor Octopus poco después de la desaparición / retiro de Spider-Man. Esto motiva a Jameson a iniciar "Proyecto: Human Fly", un intento de crear un superhéroe controlado por el gobierno. Esta aventura también presenta a Richie Robertson, el nieto de Robbie.

### Spider-Verse
Durante la historia de Spider-Verse, la versión Tierra-001 de Robbie Robertson trabaja como importador / comerciante al servicio de los herederos. Robbie es atendido en su compañía de importación por Lance Bannon y Nicholas Katzenberg. Se reunió con la sirvienta de Verna, la Sra. Drew, en los muelles para llevar barriles llenos de vino para una gran fiesta que los Herederos habían preparado de su cacería en los Tótems de la Araña.

### Ultimate Marvel
En el universo de Ultimate Marvel, Robbie no tiene mucha relación con Peter debido a que el Bugle no es un papel tan importante en la vida de Peter. Robbie ha estado empleado allí varios años antes de que apareciera Peter. Con frecuencia se lo ve discutiendo con Jameson (generalmente ayudado por Ben Urich), aunque rara vez termina gritando, como ocurre en Tierra-616.

### Qué ocurre si
¿En qué si Gwen Stacy hubiera vivido?, Robbie regala a Gwen a Peter en su boda, pero la boda se arruina cuando aparece Jameson; con el Duende enviando evidencia de la verdadera identidad de Spider-Man a Jameson, Jameson ha publicado la historia y ahora tiene una orden de arresto de Peter. Disgustado por el desprecio de Jameson por todas las veces que Peter le ha salvado la vida como Spider-Man, Robbie se marcha enojado del Bugle y se va con Gwen, asegurándole que harán todo lo que puedan para ayudar a Peter.

## En otros medios

### Televisión
- En 1977, la película de la televisión para la CBS en serie The Amazing Spider-Man, Robbie Robertson en varias décadas es más joven que su homólogo cómic. Él es retratado por Hilly Hicks, un actor que estaba entonces en sus finales de los 20. El personaje no hace apariciones posteriores en la propia serie.
- Robbie Robertson aparece en el 1981, Spider-Man, con la voz de Buster Jones.
- Robbie Robertson apareció en Spider-Man: La Serie Animada con la voz de Rodney Saulsberry. Al igual que en los cómics, que es la mano derecha de J. Jonah Jameson y la persona que intenta decir a Jameson en ver que Spider-Man no es malo. También al igual que en los cómics, que era un antiguo amigo de Lonnie Lincoln, también conocido como Tombstone, que siempre le llama "flecha recta". Le cuenta a Spider-Man su historia de antes, cuando Robbie y Lonnie eran niños, de que se agoten ver entre sí, cuando Lonnie accidentalmente tiró su baloncesto a través de una ventana en un supermercado. Robbie le impulsó hacia arriba, pero lo abandonó cuando llegó la policía, y Lonnie fue detenido. Robbie se sentía culpable por dejar a Lonnie en ese momento. En el momento en Robbie consiguió un trabajo en un año de periódicos locales más tarde, se iba a investigar acerca de la planta química de Spalding. Encontró a Lonnie, ahora como un ladrón, por lo que no se puede poner a Robbie a la cárcel para que pueda tener su venganza por haberlo abandonado en el supermercado. Robbie intentó atraparlo, pero Lonnie resbaló y cayó en una piscina química, cuando Robbie pensó que murió. Con el fin de reparar sus errores de volver hace años ya que la tienda de comestibles, decidió quedarse hasta que deje que la policía escuchan su historia y lo dejaron ir. En el momento en que se convirtió en la mano derecha de Jameson, Robbie se horrorizó al descubrir su hijo, Randy, está en una banda de delincuentes llamado Posse, dirigido por nada menos que Lonnie, que no había muerto sino que había transformado en un mutante feo conocido como Tombstone. Al final, Spider-Man y Robbie se unieron para poner a Tombstone en la cárcel y salvar a Randy. Pero por la cuarta temporada de estreno de Spider-Man, cuando Tombstone fue encarcelado en la isla Ryker, se asoció con Richard Fisk en tener a Robbie enmarcado, pero Spider-Man y Jameson limpiaron su nombre. En "Los Seis Guerreros Olvidados" la saga en la quinta (y última) temporada de este show, Robbie ayuda a descubrir la identidad de Wilson Fisk. En la realidad de Araña Escarlata visto en "Yo realmente realmente realmente odio clones", todo Nueva York fue destruido con casi todos muertos después de la campaña criminal del Duende Verde y Hobgoblin, dejando a J. Jonah Jameson y Robbie como los únicos supervivientes. También en la realidad de Araña Escarlata, que finalmente vio que J. Jonah Jameson tenía razón acerca de Spider-Man, incluso después del normal Spider-Man lo salvó de caer. Esto se debió al hecho de que el Duende Verde y Hobgoblin estaban trabajando para Spider-Carnage. En "Adiós, Spider-Man", el Robbie Robertson de la alta tecnología se ve en la realidad de Spider-Man, donde él está con J. Jonah Jameson (que es la alta tecnología del padrino de Spider-Man).
- Robbie Robertson aparece en El Espectacular Hombre Araña, con la voz de Phil LaMarr. Su hijo Rand (también expresado por LaMarr) asiste a la Escuela Secundaria Midtown con Peter. Su papel es más o menos lo mismo que su homólogo en los cómics. Al igual que en los cómics, que es un editor de alto rango en el periódico de New York, Daily Bugle y un hombre de confianza del editor J. Jonah Jameson e insiste a Jameson que Spider-Man es un héroe y no una amenaza. En un momento dado subrepticiamente aprueba la idea de Ned Leeds en investigar la identidad secreta de Spider-Man, aunque Jameson siente esto lo hará un ciudadano medio y por lo tanto menos interesante para los lectores. Más tarde se permite a Ned para seguir una investigación similar sobre el Duende Verde.
- Robbie Robertson aparece en Los Vengadores: Los héroes más poderosos de la Tierra, episodio "La Hora de la Araña" con la voz de Troy Baker. Fue visto en el Daily Bugle, cuando Tony Stark visitó a J. Jonah Jameson.
- Robbie Robertson aparece en Spider-Man, con la voz de Ernie Hudson.[12] Apareció por primera vez en "Bromas en Vivo" donde tenía una conferencia de prensa para la construcción del New Media Building sin mencionar las órdenes de su editor, que fue interrumpido por Screwball como parte de una broma de Spider-Man que involucró el uso de un Bot de trabajador que Oscorp prestó al sitio de construcción. En el episodio "How I Thwipped My Summer Vacation", Randy menciona que su padre trabaja para el Daily Bugle mientras hace arreglos para que su padre enganche a Peter Parker con J. Jonah Jameson.

### Cine
- Robertson hizo una breve aparición en la película de 2002, Spider-Man. Fue interpretado por el actor Bill Nunn, que repitió el papel en las secuelas de Spider-Man 2 y Spider-Man 3. Al igual que en los cómics, insiste a Jameson que Spider-Man es un héroe y no una amenaza, y aparece visiblemente triste cuando Peter dejó brevemente la lucha contra el crimen. En la tercera entrega Peter le hace saber que Eddie Brock creó una fotografía falsa de Spiderman (con traje negro) robando un banco, lo que lo enojo tanto que se lo comento a Jameson, y fue el primero en sugerir la retractación.
- Robbie Robertson fue incluido en el guion original de la película de 2014 The Amazing Spider-Man 2, donde fue visto en el Daily Bugle como J. Jonah Jameson. Ambos personajes fueron cortados del guion final.[13]

### Videojuegos
- Robbie Robertson aparece en la versión del videojuego de Spider-Man 2 con la voz de Jeff Coopwood.
- Robbie Robertson aparece en Spider-Man 3 con la voz de Charlie Robinson.
- Robbie aparece en Marvel Super Heroes vs. Street Fighter en el escenario de TV Studio junto a J Jonah Jameson (pero solo si Spider-Man está peleando en el escenario)
- Robbie aparece en final en Spider-Man para Marvel vs Capcom 3: Fate of Two Worlds.